# 珠江
珠江（しゅこう、拼音: Zhūjiāng、英語： Pearl River）は、中華人民共和国南部にある川の名前である。旧称は粤江（Guangdong River）。香港とマカオの間を通って南シナ海に注いでいる。長さは2,200kmで流域面積は409,480平方kmに及び、長江、黄河、淮河などに次ぐ大河であり、流域面積は長江に次ぐ中国第二の広さを誇る。日本ではチュー川とも呼ばれる。
河口の三角江は海のように広く、デルタ河口の東の香港から西のマカオまでは高速船で約1時間かかる。
その河口部の三角江を取り巻く三角州の広がる一帯（デルタ地帯）は珠江デルタ地帯と呼ばれ、香港・深圳・広州・東莞・珠海・マカオなどの大都市が並ぶ中国の輸出産業の一大集積地となっている。

## 珠江水系

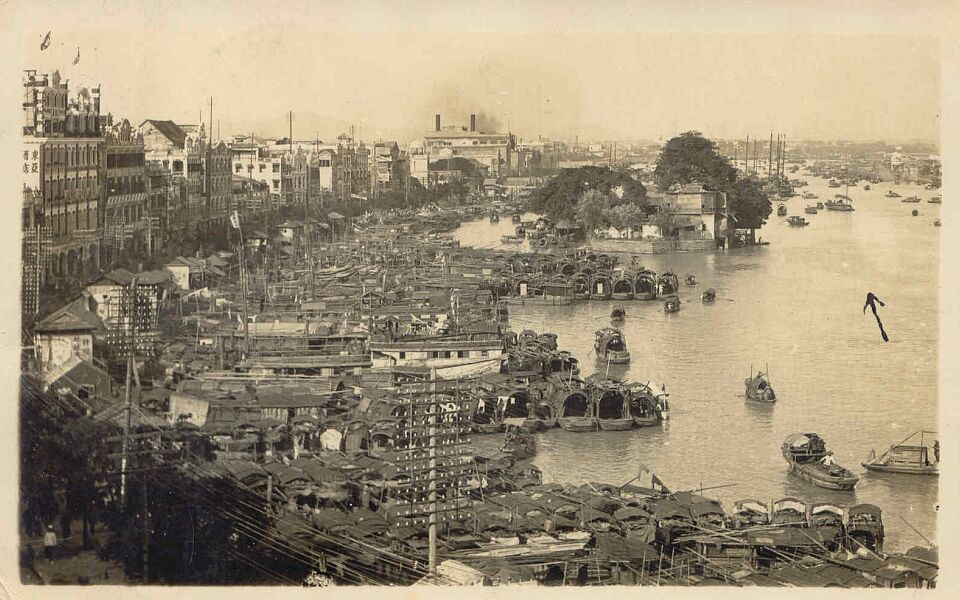
1930年の広州の港。写真中央の川に浮かぶ公園が珠江の語源となった「海珠石」

もともと、珠江は広州から海に至るまでの177kmの区間のみを指していた。語源は、「海珠石」という名の岩礁が広州の目の前にあったことにちなむ。（この岩礁は、流路の変更により今は川岸になっている。）しだいに、珠江は西江、北江、東江という広州の前後で合流する三つの大河と、珠江デルタを形成するもろもろの分流の総称となった。

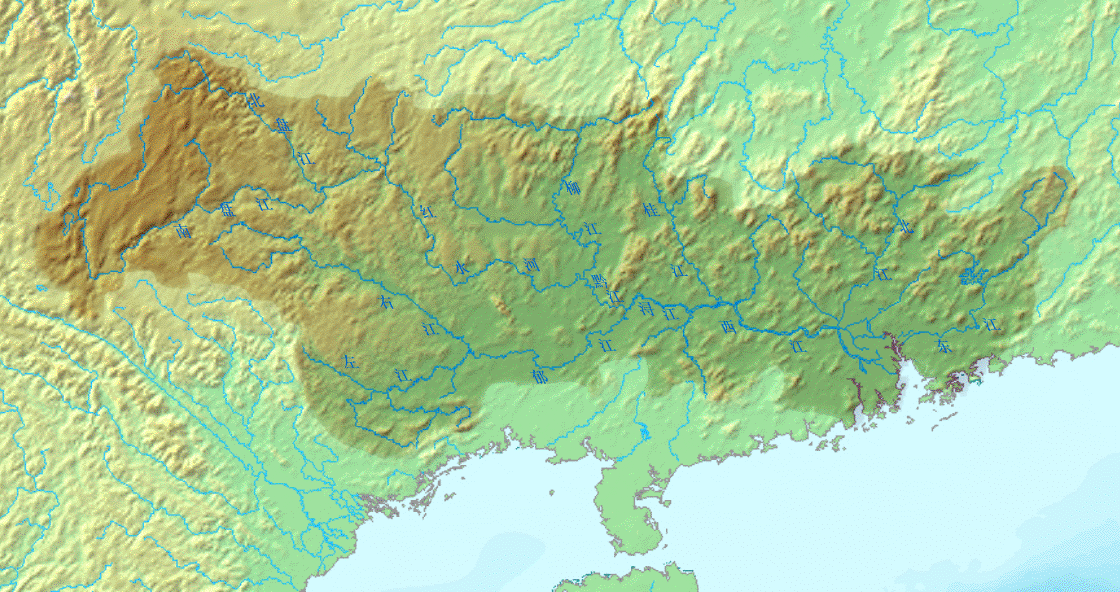
珠江流域の範囲

珠江流域の面積のうち、山地と丘陵が94.5%を占め、残り5.5%の平地は川沿いの各地に分散している。最大の平野は洪積平野である珠江デルタである。地勢は、雲貴高原や青蔵高原の端にかかっている西北が高く、東南が低い。雲貴高原より東では両広丘陵と呼ばれる低山や丘陵地帯が広がる。

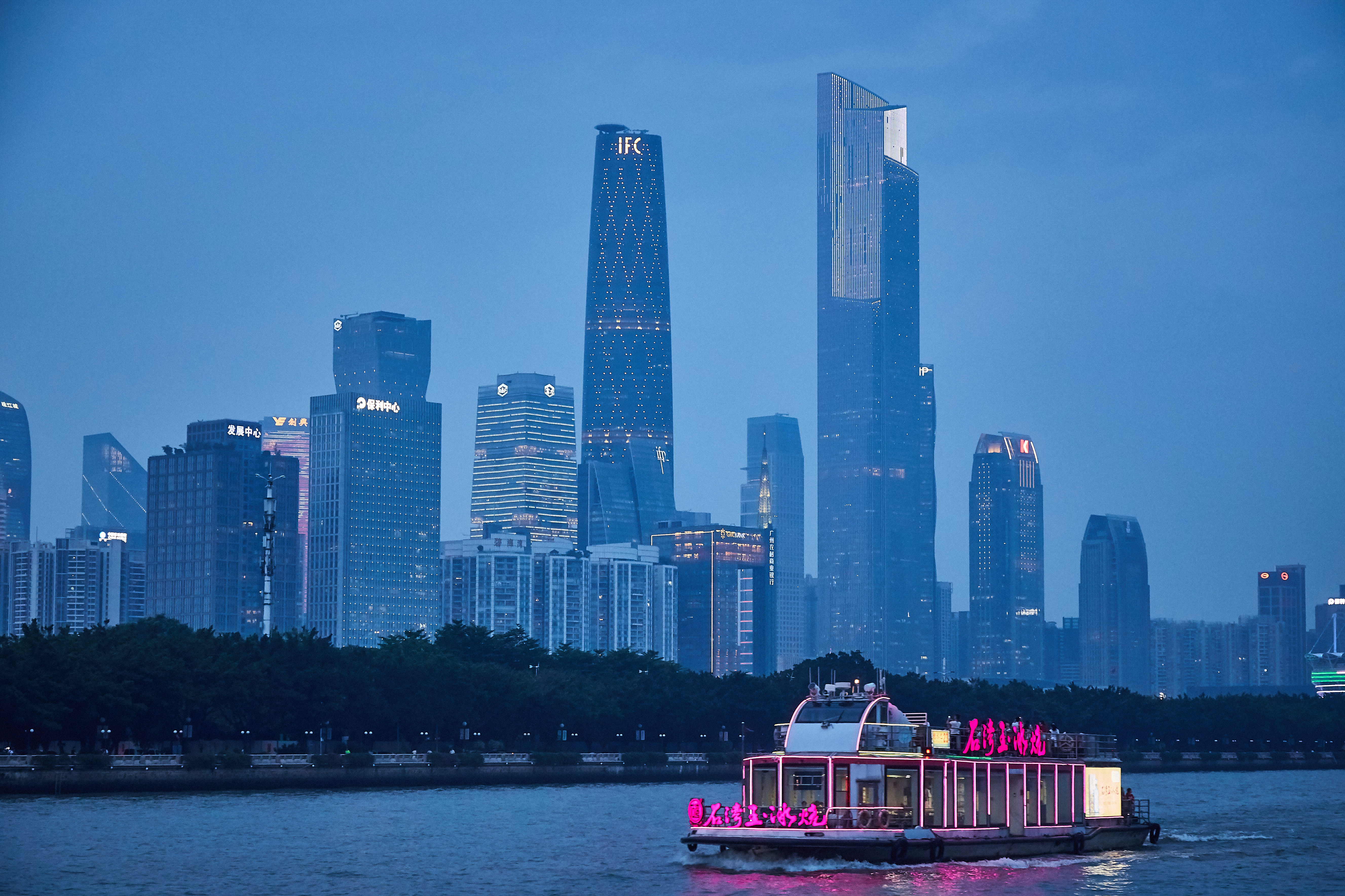
広州市内を流れる珠江と遊覧船。後方は広州東塔と広州西塔

珠江の本流ともいえる一番長い西江は、流域面積が353,000平方kmに達し全流域面積の80%を占めている。雲南省東北部の曲靖市沾益区にある馬雄山に源を発し、雲南省、貴州省、広西チワン族自治区、広東省の4つの省・自治区、香港およびマカオ特別行政区を経て海に注ぐ。
西江の上流では部分ごとに名前が変わっている。南盤江と北盤江の合流後に西江の本流が始まるが、この時点での名称は紅水河である。東へ急流を流れ、柳江と合流後に大藤峡を過ぎると黔江と名を変える。黔江と鬱江が合流した後は潯江と名が変わり、梧州に至り桂江（漓江）と合流してはじめて西江という名に変わる。上流の高原地帯には急流や滝が多く、代表的なものには支流の白水河にある黄果樹瀑布がある。

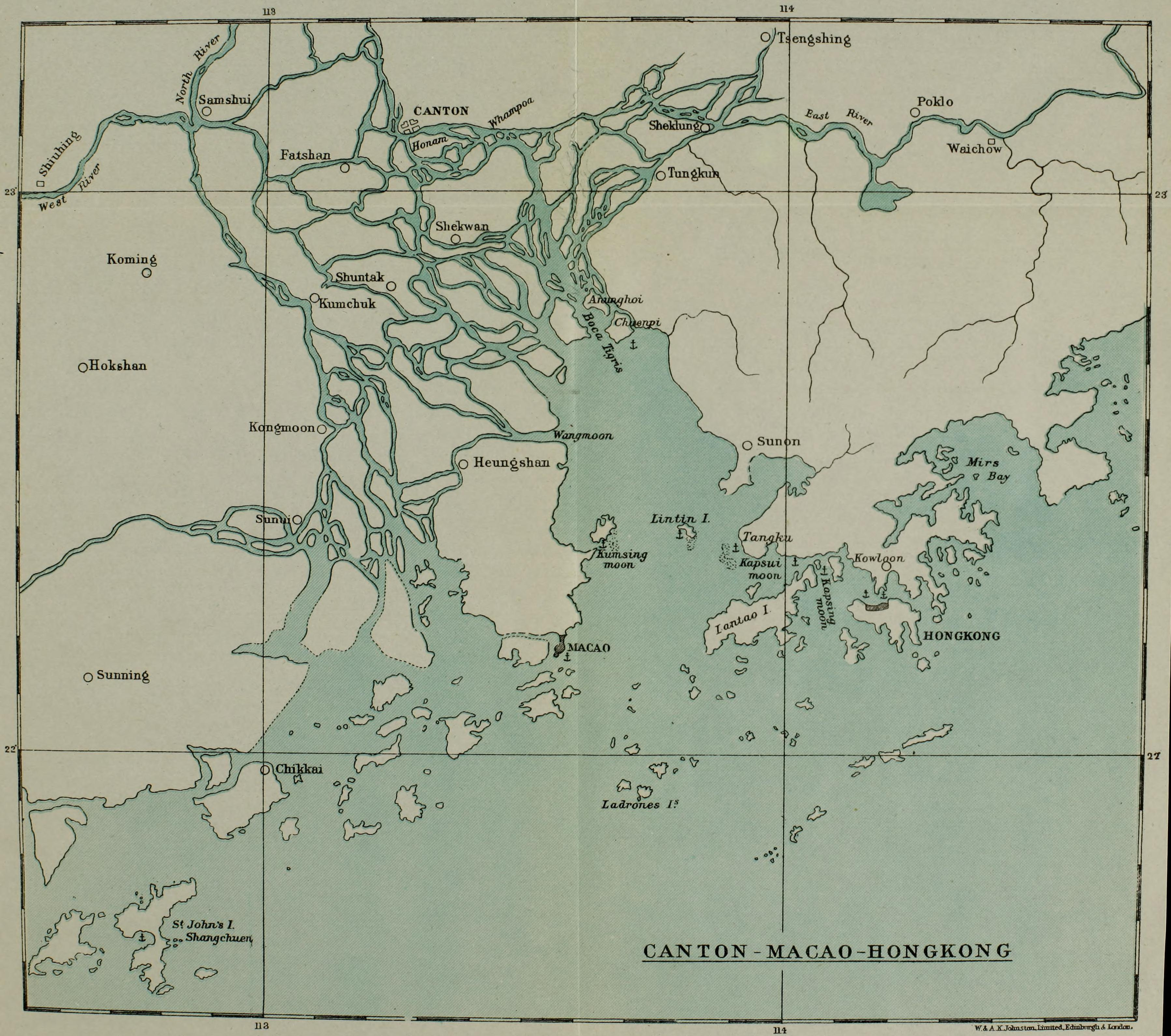
珠江デルタの地図（1910年発行）

珠江デルタには八つの河口がある。それぞれ、虎門、蕉門、洪奇門、横門、磨刀門、雞啼門、虎跳門、崖門と呼ばれ、広大な三角江を形成しつつ南シナ海に流れ込んでいる。

## 気候と水量
珠江流域は熱帯や亜熱帯に属し、4月から9月の降水量は比較的豊富であるため、珠江は水量の多い時期が長い。春の終わりから初夏にかけての時期が最も降雨が集中する時期で、洪水もこの時期に集中する。流域内の年間流量は3,412億立方mに達し、そのうち最大の西江の流量が2,670億立方mで流域全体の80%を占める。北江は475億立方m、東江は272億立方mで、中国では長江に次ぎ第2の流量を誇り、黄河の総流量の倍以上になる。香港の水資源の7割は、広東省から購入する東江の水に依存している。

## 珠江デルタ

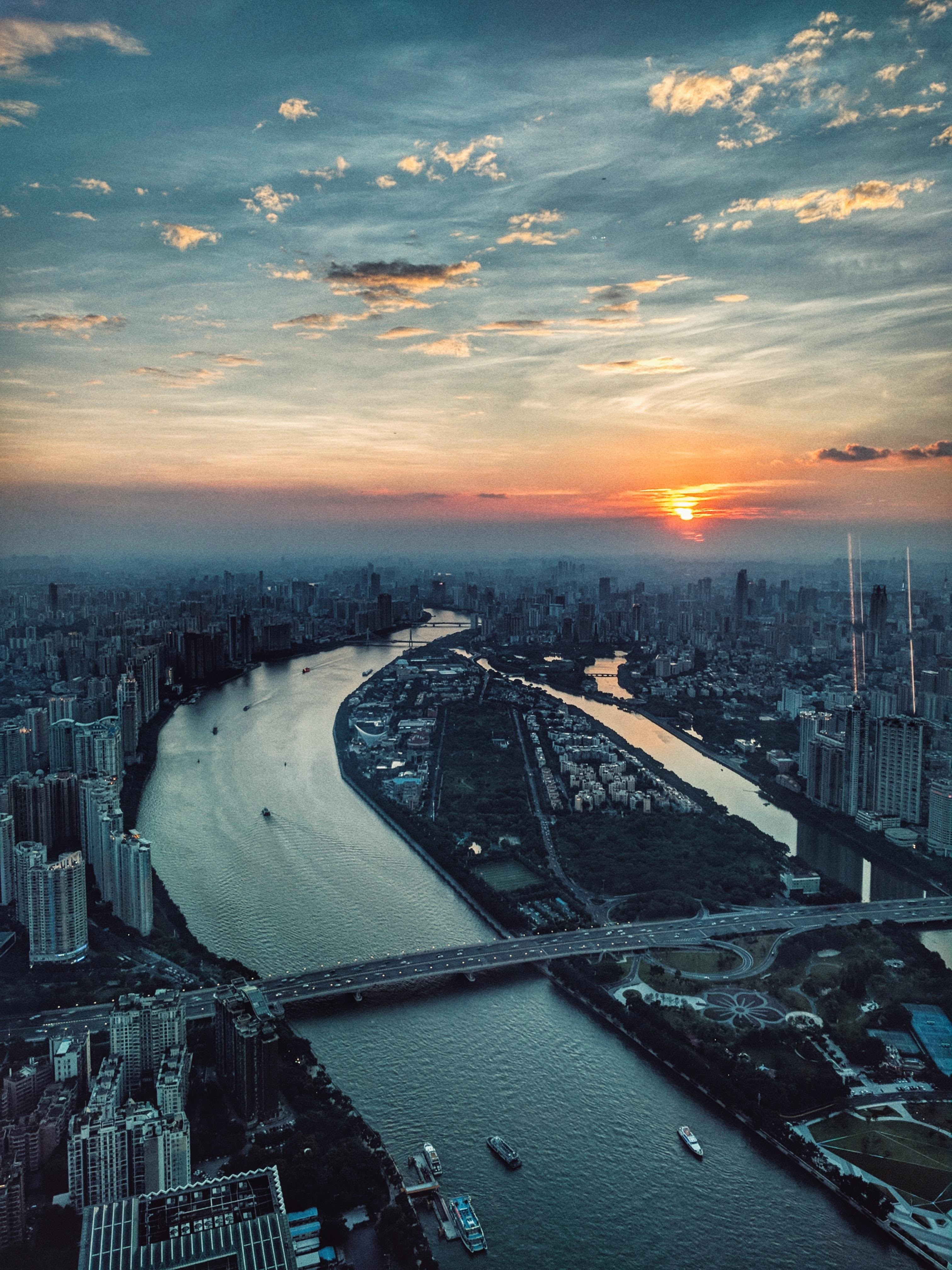
広州塔から見下ろした広州市内の珠江

珠江デルタには全世界への輸出入貨物を扱う数多くのコンテナ港があり、縦横無尽に走る高速道路や新しい団地・工場の建設などで、水田を中心とした景観は急速に変化しつつある。珠江には、1987年に建設された高さ250m前後の世界一高い高圧鉄塔3本が川の中に建てられて500kVの三相交流電力線を渡しており、2018年に香港－珠海－マカオを結んで珠江河口を横断する港珠澳大橋が完成した。

## 稲作の起源地
2012年に野生イネ(Oryza rufipogon)446系統と栽培イネ(Oryza sativa)1083系統のゲノム解析により、イネ栽培化の起源地が珠江中流域であることが判明した

。

## 支流
西江支流
- 西江
  - 賀江（中国語版）
  - 桂江
    - 漓江

  - 潯江（中国語版）
    - 鬱江-邕江
      - 左江
      - 右江

  - 黔江
    - 柳江
      - 融江
      - 龍江（中国語版）

    - 紅水河（中国語版）
      - 北盤江
      - 南盤江（中国語版）
        - 巴江
        - 曲江（中国語版）
          - 練江（中国語版）

北江支流
- 北江
  - 湞江（中国語版）

東江支流
- 東江
  - 新豊江（中国語版）
  - 尋烏水（中国語版）
  - 定南水（中国語版）

珠江デルタに属する河川
- 流渓河（中国語版）
- 深圳河